# Ragazze nel pallone (film 1992)
Ragazze nel pallone (Ladybugs) è un film del 1992 diretto da Sidney J. Furie.

## Trama
Temendo di essere licenziato e nella speranza di ottenere una promozione che gli consentirebbe di sposare l'amata Bess, Chester Lee fa credere al suo capo di essere stato da giovane un grande calciatore. Viene così assunto come allenatore della scapestrata squadra di calcio femminile sponsorizzata dalla ditta.

## Produzione
Il film rappresenta il debutto cinematografico di Vinessa Shaw.

## Premi e riconoscimenti
- 1993 - Young Artist Award
  - eccezionale insieme di giovani in un film a Jonathan Brandis, Vinessa Shaw, Crystal Cooke, Jennifer Frances Lee, Vanessa Monique Rossel, Johna Stewart-Bowden e Jandi Swanson
  - miglior giovane attrice non protagonista di un film a Vinessa Shaw
  - miglior giovane attore protagonista di un film a Jonathan Brandis